# Yenumula Palli
Yanumula Palli est une ville du district de Anantapur dans l'État de l'Andhra Pradesh en Inde.

## Géographie
La ville de Yanumala Palli se trouve pas loin d'un lac, d'une rivière et d'une chaîne de petites montagnes.